# Кена (област)
Кена  (на арабски: قنا) е мухафаза в южната част на Египет, разположена по протежението на долината на река Нил. Административен център е град Кена.

## Икономика
- Al Agha Group.[2][3]
- LG Кена.[4]